# Ángel Fernández Pérez
Ángel Fernández Pérez, né le 16 septembre 1988 à El Astillero, est un handballeur espagnol. 
Il joue au poste d'ailier gauche dans le club espagnol du CD Torrelavega après avoir évolué au FC Barcelone et au Limoges Handball
International espagnol depuis 2015, il est notamment double champion d'Europe en 2018 et 2020 et médaillé de bronze aux Jeux olympiques de 2020.

## Palmarès

### En clubs
Compétitions nationales
- Vainqueur du Championnat de Pologne (3) : 2019, 2020, 2021
- Vainqueur de la Coupe de Pologne (2) : 2019, 2021
- Deuxième du Championnat d'Espagne en 2014, 2015, 2016
- Finaliste de la Coupe du Roi en 2017
- Finaliste de la Coupe ASOBAL en 2016
- Vainqueur du Championnat d'Espagne (1) :  2022
- Vainqueur de la Coupe ASOBAL (1) : 2022
- Vainqueur de la Coupe du Roi (1): 2022

Compétitions internationales
- Vainqueur de la Ligue des champions (1) :   2022

### En équipe nationale
Championnats d'Europe
- Médaille d'or au Championnat d'Europe 2018
- Médaille d'or au Championnat d'Europe 2020
- Médaille d'argent au Championnat d'Europe 2022

Championnats du monde
- 5e place au Championnat du monde 2017
- 7e place au Championnat du monde 2019
- Médaille de bronze au Championnat du monde 2021

Jeux olympiques
- Médaillé de bronze aux Jeux olympiques de 2020 de Tokyo

Autres
- Médaille d'or aux Jeux méditerranéens de 2018

### Distinctions individuelles
- élu meilleur ailier gauche du Championnat d'Espagne (3) : 2016, 2017, 2018
- élu meilleur ailier gauche du Championnat du monde 2023